# 茗香吟社
茗香吟社為臺灣日治時期臺中縣嘉義（今嘉義市）的傳統詩社，由賴雨若、蘇朗晨、林玉書、張秀星、沈瑞辰等人於1896年（明治二十九年）創立。